# Aspiunza
Aspiunza (en euskera Aspiuntza) es un barrio perteneciente al municipio de Arrancudiaga. Hasta el año 1968, hasta que Zollo se anexionó a Arrancudiaga, perteneció al antiguo municipio de Zollo.

## Situación geográfica
El barrio de Aspiunza se encuentra entre Ugao y Zollo, a 3,5 km y 2,5 km respectivamente .

## Transporte
En la localidad de Aspiunza no hay ningún tipo de transporte público, lo más cercano es Ugao, donde podemos encontrar una estación de tren que conecta con la capital provincial o también disponemos de diversas paradas de la empresa de autobuses Bizkaibus, con líneas que conectan, entre otros, con Bilbao, Orozco, Hospital de Galdácano y la Universidad del País Vasco.

## Demografía
| Gráfica de evolución demográfica de Aspiunza entre 1966 y |
|                                                           |